# 조절 (물리학)
물리학에서 조절(調節, regularization)이란 이론에서 생기는 각종 무한한 값을 다루기 위해, 그 무한한 정도를 어떤 조절 변수(regulator)로 표현하여 유한하게 만드는 수학적 과정이다. 양자장론에서 주로 쓰인다. 일반적으로, 조절 이후 조절 변수의 무한함을 재규격화로서 이론의 상수에 숨긴다.
주어진 이론을 조절하려면 여러 방법이 있다. 대개 서로 다른 규칙화 방법을 써도 동일한 계산 결과를 얻는데, 이는 보편성(universality)과 2차 상전이의 존재 때문이다. 이는 케네스 G. 윌슨과 리오 카다노프에 의해 밝혀졌다. 다만 조절에 따라 계산 결과가 다를 때가 있는데, 이는 고전 이론을 양자화하는 동안, 고전적인 대칭이 깨졌기 때문이다. 이런 경우 이론이 변칙적이라고 하고, 깨진 대칭을 변칙이라고 부른다.
흔히 쓰이는 규칙화는 다음과 같다.
- 자외 절단 조절 (ultraviolet cutoff) - 가장 단순한 방법. 게이지 대칭이나 로런츠 대칭을 무시한다.
- 차원 조절[1] - 게이지 대칭을 보존한다.
- 파울리-비야르 조절 - 가상의 무거운 입자를 라그랑지언에 삽입. 입자의 질량이 매우 크면, 이 항은 이론에서 분리(decoupling)된다.
- 격자조절(lattice) - 시공을 연속체에서 격자로 대체. 로런츠 대칭을 깨뜨리지만, 수치적 계산에 용이하다.
- 제타 함수 조절(zeta function)
- 인과성 조절(causal)[2]
- 아다마르 조절(Hadamard)
- Point-splitting regularization